# Manilkara multifida
Manilkara multifida är en tvåhjärtbladig växtart som beskrevs av Terence Dale Pennington. Manilkara multifida ingår i släktet Manilkara och familjen Sapotaceae. IUCN kategoriserar arten globalt som starkt hotad. Inga underarter finns listade i Catalogue of Life.